# Bataille de Vire-Culs
Guerres de religion (France)
La bataille de Vire-Culs se déroule le 10 décembre 1587 près du village de Chuyer, dans la Loire, et oppose une petite armée protestante commandée par François de Châtillon à l'armée catholique de François de Mandelot, gouverneur de Lyon. Tactiquement indécise, cette bataille empêche néanmoins l'anéantissement de l'armée protestante par les troupes catholiques.

## Prélude
Après la défaite des troupes germaniques à Auneau face au duc de Guise le 24 novembre 1587, François de Châtillon, l'un des chefs de l'armée protestante, décide de se replier dans le Vivarais avec un petit contingent de soldats. Ce dernier comprend une centaine de cuirassiers et environ deux cents arquebusiers à cheval. Dans sa biographie de François de Châtillon, Jules Delaborde mentionne un chiffre inférieur : « il est certain qu'il [Châtillon] partit, en n'étant suivi, ou que par cent cavaliers et quelques arquebusiers seulement, ou que par cent cavaliers et cent arquebusiers au plus ».
De leur côté, les catholiques réagissent et François de Mandelot, gouverneur de Lyon, rassemble une armée composée de cent chevau-légers, trois cents cuirassiers et entre cinq cents et six cents arquebusiers à pied. À ces soldats professionnels s'ajoute une soixantaine de paysans armés qui forment l'avant-garde. Avec ces troupes, Mandelot se lance à la poursuite des protestants. Le 9 décembre, les premiers accrochages entre les protestants et l'avant-garde catholique ont lieu.
Le 10 décembre, Châtillon dépasse Rive-de-Gier et se dirige au sud, à travers le Pilat. Les protestants, épuisés et conscients de la supériorité numérique de leurs adversaires, cherchent à éviter l'affrontement avec le gros des troupes de Mandelot pour se dérober à la faveur de la nuit. Les catholiques parviennent néanmoins à gagner du terrain et les hommes de Châtillon sont contraints de livrer bataille à hauteur de Métrieux, près de Chuyer.

## Topographie du terrain
Châtillon dissimule ses hommes derrière une petite butte, ce qui permet de les soustraire à la vue de leurs ennemis qui les croit toujours en retraite. À proximité de cette éminence se trouve un marécage, appelé localement « gouyat », ce qui peut gêner l'attaque de la cavalerie catholique.

## La bataille

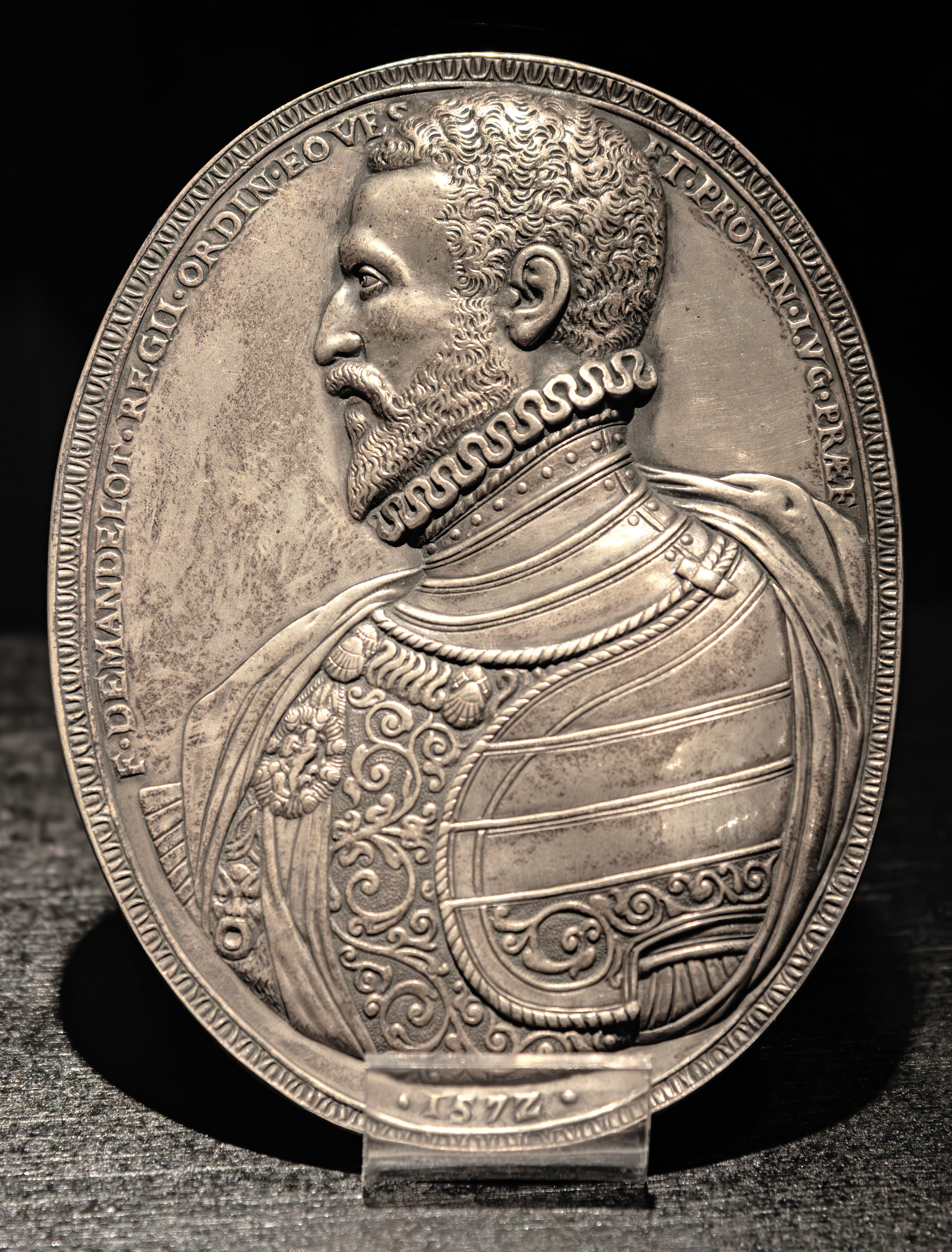
François de Mandelot, commandant les troupes catholiques.

À l'approche des catholiques, les protestants sortent de leur cachette et fondent sur les chevau-légers et les arquebusiers à cheval catholiques. Ces derniers, pris par surprise, sont mis en déroute. Après s'être débarrassés de ce premier contingent, fort de 120 hommes, les hommes de Châtillon se jettent sur deux détachements composés chacun d'une trentaine de lances et qui sont eux aussi culbutés. Les cavaliers protestants chargent ensuite l'infanterie catholique de l'avant-garde déployée à la lisière d'un bois ; les fantassins, peu aguerris, s'enfuient sans tirer un seul coup de feu. Soudain, Mandelot en personne arrive sur le terrain et lance ses cuirassiers dans le combat. Cette fois, c'est au tour des protestants d'être dispersés. La nuit qui tombe met cependant un terme aux affrontements et permet aux troupes de Châtillon de quitter le champ de bataille sans être inquiétées.

## Bilan et conséquences
Dans ses mémoires, le seigneur Jacques Pape, qui a participé à cette bataille du côté protestant, indique que l'armée de Châtillon perd 3 ou 4 tués ou blessés ainsi que 3 prisonniers, tout en évaluant les pertes catholiques à 120 hommes. Un historien, l'abbé Batia, estime cependant que « ces chiffres sont fantaisistes. Comment a-t-il pu compter les morts, lui qui fuyait avec 7 hommes sur les chemins de traverse qui les conduisirent à Saint-Pierre-de-Bœuf ? ». Certains blessés trouvent refuge à Sympérieux tandis que Châtillon, suivi d'une petite escorte, rallie Saint-Pierre-de-Bœuf dans la nuit. Quant à Mandelot, il bat en retraite sur Condrieu où les fuyards de son armée ont déjà répandu la nouvelle de sa défaite.
Ce combat reste connu sous le nom de « bataille de Vire-Culs », les deux camps ayant pris la fuite. Humbert de Terrebasse considère cependant qu'il s'agit d'une victoire protestante. De même, dans un article consacré à la bataille, Antoine Vachez écrit : 

« Peu important par ses résultats et par le nombre des troupes qui y prirent part, le combat de Métrieux eut un grand retentissement dans la province. Quelle humiliation pour le gouverneur de Lyon, le représentant du roi de France, d'être contraint de reculer devant quelques rebelles qui fuyaient précipitamment à travers nos pays ! […] Depuis longtemps, sans doute, l'histoire impartiale a justifié Mandelot ; le chef catholique avait eu le malheur de commander à des soldats indisciplinés et sans expérience […]. La verve railleuse du XVIe siècle flétrit énergiquement la lâcheté de ses soldats, et les contemporains de Rabelais donnèrent au combat de Métrieux le nom ridicule de bataille de Virecul qui lui est demeuré dans l'histoire. »

Une pancarte située à la sortie du hameau de Métrieux commémore cet affrontement.